# Lisdoonvarna
Lisdoonvarna (en irlandais : Lios Dúin Bhearna) est une ville thermale située dans le comté de Clare en Irlande. Son nom signifie « le fort du col » en référence au fort circulaire de Lissateaun, situé à proximité du château anglo-normand à 10 kilomètres au nord-est de la ville.

## Histoire
Lisdoonvarna était connue à la fin du XIXe siècle et au début du XXe siècle pour ses sources thermales. L'activité des thermes s'est toutefois arrêtée dans le milieu du XXe siècle. Au début du XXIe siècle, des investisseurs tentent de relancer cette activité.

## Démographie
La population, qui était de 822 habitants en 2002, a diminué à 767 habitants selon le recensement de 2006.

## Culture
La petite ville (environ 800 habitants à l'année) est très célèbre dans le pays pour ses nombreux festivals dont le fameux « Matchmaking festival » en français : « festival des rencontres », un festival organisé depuis 160 ans pour que les célibataires trouvent l'âme sœur. Le festival est désormais un événement international, qui se déroule en septembre, et il en existe depuis 2013 une version LGBT en octobre.
Lisdoonvarna est également célèbre pour ses sessions de musique traditionnelle irlandaise. Le chanteur et musicien folk irlandais Christy Moore a écrit une chanson nommée Lisdoonvarna en hommage au festival de chanson qui a lieu tous les ans depuis 1980 dans la ville.

## Jumelages
- Aguiar da Beira (Portugal) depuis le 11 octobre 1998

### Vidéographie
: document utilisé comme source pour la rédaction de cet article.
- [vidéo] Irlande : célibataire cherche amoureuse, de Gesine Enwaldt et Eilika Meinert, dans 360° - Géo, 2006, 52 min [présentation en ligne] ; diffusé le 22 février 2016 sur Arte